# Inga pardoana
Inga pardoana är en ärtväxtart som beskrevs av Hermann August Theodor Harms. Inga pardoana ingår i släktet Inga och familjen ärtväxter. Inga underarter finns listade i Catalogue of Life.